# Filuś
Filuś – kot księżnej Izabeli Czartoryskiej, pierwszy polski zwierzęcy aeronauta. Jego tragiczny w skutkach, pierwszy i ostatni lot odbył się w 1786 roku.

## Lot
Kota umieszczono w koszu balonu i wypuszczono latem 1786 roku w rezydencji Czartoryskich w Puławach. Balon był jednym z prototypów konstrukcji uczonego Jana Śniadeckiego. Lot zakończył się śmiercią zwierzęcia, kiedy balon wpadł na drzewo i spłonął. Pogrzeb Filusia był wydarzeniem na skalę kraju. Urządzono mu prawdziwy sarmacki pogrzeb.
Kota aeronautę upamiętnił Franciszek Dionizy Kniaźnin w poemacie Balon. Śmierć Filusia upamiętnił także Ignacy Krasicki w pieśni IV poematu Myszeis.